# Mosquée Othmân ibn Affân
La mosquée Othmân ibn Affân est une mosquée située à l'intérieur des remparts de la vieille ville de Jérusalem, dans la région du souk Al-Bazar, sur le chemin menant de la porte de Jaffa à la mosquée Al-Aqsa. Elle occupe une superficie d'environ 15 mètres carrés et se trouve entre plusieurs magasins. Il y a une petite bibliothèque dans la mosquée, et elle n'a pas de minaret.